# اللجنة اليهودية ضد الفاشية
اللجنة اليهودية ضد الفاشية (بالروسية: Еврейский антифашистский комитет ، ЕАК).
وهي منظمة يهودية سوفيتية أنشئت في منتصف الحرب العالمية الثانية لمساعدة الاتحاد السوفييتي في الحرب ضد ألمانيا النازية.
تم تنظيمه من قبل قادة الجمعية السياسية اليهودية هنريك إرليتش وفيكتور ألتر وبمبادرة من السلطات الروسية، في خريف 1941 . كلاهما تم الإفراج عنهم من السجن بمشاركتهما في الجمعية.
بعدما تم اعتقالهم مجددا، في ديسمبر 1941 , تم تشكيل لجنة من أجل جوزيف ستالين في كويبيشيف في أبريل 1942 بدعم رسمي من الاتحاد السوفياتي.
لقد صمم هذا البرنامج للتأثير على الرأي العام الدولي وتنظيم الدعم السياسي والمادي من اجل الاتحاد السوفيتي للقتال ضد ألمانيا النازية، وخاصة من الغرب.
في عام 1952، كجزء من اضطهاد اليهود في الجزء الأخير من حكم ستالين (على سبيل المثال، «مؤامرة الأطباء»), ألقي القبض على ابرز أعضاء هيئة الجمعية بتهمة التجسس الملفقة، للتعذيب، وأعدموا رميا بالرصاص بعد محاكمة صورية سرية.
تم تأهيلهم رسميا في عام 1988.
تاريخ المنظمة
أنشئت اللجنة في عام 1942 بمبادرة من الشرطة السوفياتية السرية (N.k.o.d.-k.g.b. ) والذي قادها آنذاك هو لافرينتي بيريا.
أسست في مدينة سمارا (كويبيشيف)، بعد أن نقلت الحكومة السوفيتية مقعدها إلى الشرق.
ترأس اللجنة الممثل والمخرج المسرحي سليمان ميخالس، وكان سكرتير اللجنة الصحفي شكنا ابشتاين.
في اللجنة كان أيضا عضو ليس يهوديا - الفيزيائي الروسي الشهير بيوتر كابيتسا الحائز على جائزة نوبل.
لإنشاء اللجنة اليهودية العليا للنظام السوفيتي، انضم مسئولين يهود ومثقفين يهود، وكان الغرض من اللجنة هو تعزيز مصالح الاتحاد السوفيتي خلال الحرب، وقد كانت النية للقيام بذلك من خلال يهود أمريكا وتأثيرها.
وبهذا، تأمل مبادرين اللجنة الحصول على مساعدات عسكرية ومالية مهمة من أجل إدارة الحرب ضد ألمانيا النازية.
قام رجال أعمال يهود مخلصين للنظام، بالاتصال مع البعثات الأجنبية في سامراء، ومن خلالها وصلوا إلى الحكومة في إنجلترا والولايات المتحدة.
نظمت لجنة مناهضة الفاشية اليهودية عدة رحلات إلى مبعوثون غربيون من اجل أن يؤثروا على صانعي السياسة هناك.
كانت نيتهم في إثارة حركة كبيرة من يهود الغرب لمساعدة الاتحاد السوفييتي.
انتقلت المنظمة إلى موسكو في عام 1943 وأصبحت مركزا مهما للثقافة الييدية في الاتحاد السوفيتي في وقت الحرب.
استطاعت اللجنة القيام بجمع الأموال من الجاليات اليهودية في الغرب لصالح الجيش الأحمر: تم رفع نحو 16 مليون دولار في الولايات المتحدة - حوالي 15 مليون نسمة - في المملكة المتحدة وكندا- والمكسيك حوالي مليون وحتى 750,000 دولار من مستوطنة يهودية في إسرائيل.
اقترحت اللجنة، من بين الأمور أخرى، إلى إنشاء فرقة يهودية أمريكية خاصة، والتي سوف تستخدم للبعثات العسكرية، وتعمل في طليعة روسيا - ألمانيا وتساعد بحملة ضد الألمان.
اللجنة نظمت أيضا بعثة إنقاذ جوي، وأرسلت طائرة خاصة، في عام 1943، لإنقاذ الشاعر إبراهيم من الثوار في روسيا البيضاء، وهو عمل غير مسبوق في الحرب العالمية الثانية.
خلال سنوات عملها (1942 -1948)، أصدرت اللجنة صحيفة باللغة الييديشية - "Aiinikiit" («الوحدة» في اليديشية).
في نهاية الحرب، وبعدها، عمل العديد من أعضاء اللجنة في جمع المعلومات عن المحرقة اليهودية في أوروبا تحت الاحتلال النازي.
تم تجهيز الشهادات من قبل اثنين من الصحفيين اليهود، ايليا اهرمبنج وفاسيلي غروسمان، في كتاب بعنوان «الإبادة الجماعية» (الكتاب المعروف باسم «الكتاب الأسود»).
الكتاب (في اليديشية) نشر في الولايات المتحدة ورومانيا في عام 1946.
لم يطبع الكتاب في الاتحاد السوفيتي ويرجع ذلك أساسا إلى معارضة الرقابة لذكر تعاون السكان المحليين في الاتحاد السوفيتي (أساسا الأوكرانيين) في إبادة اليهود.
تم نشر الكتاب باللغة الروسية في القدس في عام 1980.
تم الاحتفاظ بنسخة مكتوبة بخط اليد في ياد فاشيم في القدس.
بعد الحرب، واصلت اللجنة بالعمل، ولكن في عام 1948، مع بداية الاضطهاد ضد أعضاء من الثقافة اليهودية، تم تفكيك اللجنة بإدعاء أنها أصبحت مركزا «لدعاية معادية للسوفييتية».
اغتيل رئيس اللجنة من قبل الشرطة السرية السوفيتية، الذين نظموا له حادث سير في عام 1948.
وفي عام 1949 اعتقل بعض أعضاء اللجنة اليهودية ضد الفاشية. وقد اتهموا بعدم الولاء والإخلاص للسلطة في إدارة الدعاية المعادية للشيوعية والتآمر لإنشاء الجمهورية اليهودية في شبه جزيرة القرم، في محاولة «خلع» هذه المنطقة من الاتحاد السوفيتي.
وفي 12 و 13 أغسطس 1952, أعدم أعضاء اللجنة في ما أللذي أصبح معروف ك: «إعدام شهداء الاتحاد السوفيتي (أو ليلة الشعراء المقتولين)».
وبعد وفاة ستالين في عام 1953 أطلق سراح جميع أعضاء اللجنة اللذين تم أسرهم في السجون.
أسماء أعضاء اللجنة اللذين حكم عليهم في 1949-1952 تم تنقيتهم في عام 1956 .
أنشطة المنظمة:
سليمان ميخلوس، الممثل الشعبي ومدير مسرح اليهودي في موسكو، كان رئيس للجنة اليهودية ضد الفاشية.
صحيفة المنظمة اليهودية الضد فاشية كانت تسمى في اللغة اليديشية (אייניקייט "Unity", ألفبائية كيريلية: Эйникейт) Einigkeit .
قامت اللجنة ببث دعاية الموالية للاتحاد السوفيتي إلى الجمهور الأجنبي، مؤكدا لهم على عدم وجود معاداة السامية في الاتحاد السوفياتي.
في عام 1943، سمح ل ميخولس واسحاق فيفير، الممثلين الرسميين من الدرجة الأولى ليهود الاتحاد السوفيتي بزيارة الغرب، شرعا في جولة استمرت سبعة أشهر إلى الولايات المتحدة والمكسيك وكندا وبريطانيا لجمع المزيد من الحشد لتأييدهم.
في الولايات المتحدة، كانت اللجنة موضع ترحيب من قبل لجنة الاستقبال الوطنية برئاسة ألبرت أينشتاين و B.Z. غولدبرغ، ابنه في القانون شلوم عليخم ولجنة التوزيع المشتركة اليهودية الأمريكية.
عقد أكبر تجمع المؤيد للاتحاد السوفييتي من أي وقت مضى في الولايات المتحدة في 8 يوليو في أراضي البولو، حيث استمع 50000 شخص إلى ميخولس وايتسيك فيفير، فيوريلو لاغوارديا، شلوم اش، ورئيس المؤتمر اليهودي العالمي الحاخام ستيفن وايز.
لقد اجتمعوا ب حاييم وايزمان، شارلي شابلن، مارك شاغال، بول روبسون وليون فيوكتوانجر.
وبالإضافة إلى الأموال للمجهود الحربي الروسي - الولايات المتحدة 16 مليون تم تجميعها في الولايات المتحدة، 15 مليون في إنجلترا، مليون في المكسيك، 750,000 مليون في الانتداب البريطاني على فلسطين – وآخرون قاموا بالمساعدة أيضا ب: الأجهزة والمعدات الطبية، والطب، سيارات الإسعاف والملابس.
في 16 تموز 1943، ذكرت برافدا: «تلقى ميخولس وايتسيك فيفير رسالة من شيكاغو أن مؤتمر خاص للمنظمة، بدأ بحملة تمويل ب ألف سيارة إسعاف لتلبية احتياجات الجيش الأحمر».
أثارت الزيارة الرأي العام الأميركي إلى ضرورة دخول الحرب الأوروبية.
اضطهاد المنظمة:
بعد الحرب مباشرة، أصبحت JAC تشارك في توثيق المحرقة، حيث يتعارض مع السياسة السوفياتية الرسمية وضد كل المواطنين السوفيات، وعدم الاعتراف بالإبادة الجماعية ('الهولوكوست) المحددة لليهود. وكان بعض أعضاء اللجنة المؤيدين من دولة إسرائيل، التي أنشئت في عام 1948، وهو الأمر الذي ستالين دعمه لفترة وجيزة جدا. اتصالاتهم الدولية وخاصة إلى الولايات المتحدة الأمريكية في بداية الحرب الباردة، أصبح في نهاية المطاف عرضة للاتهامات وبأنها قد تصبح غير صحيحة سياسيا.
أسفرت الاتصالات مع المنظمات اليهودية الأمريكية في خطة لنشر الكتاب الأسود في نفس وقت في الولايات المتحدة والاتحاد السوفياتي، وتوثيق المحرقة ومشاركة اليهود في حركة المقاومة. كان الكتاب الأسود نشر بالفعل في مدينة نيويورك في عام 1946، ولكن لم تظهر الطبعة الروسية. تم كسر ألواح الطباعة محرفه في عام 1948، عندما تدهور الوضع السياسي لليهود الاتحاد السوفياتي. في كانون الثاني 1948، قتل ميخولس في مينسك من قبل عملاء الشرطة السرية السوفيتية الذين نفذوا عمليه القتل كأنه حادث سيارة.
وألقي القبض على أعضاء لجنة مكافحة الفاشية اليهودية والذين وجهت إليهم تهمة عدم الولاء والقومية البرجوازية، الكونية، والتخطيط لإقامة جمهورية اليهودية في شبه جزيرة القرملخدمة مصالح الولايات المتحدة.
في كانون الثاني 1949، شنت وسائل الإعلام السوفيتية حملة دعائية واسعة النطاق ضد " عالميين بلا جذور "، والتي تهدف بشكل لا لبس فيه على اليهود. لاحظ ماركش في ذلك الوقت: " أراد هتلر تدميرنا جسديا، ستالين يريد أن يفعل ذلك روحيا ". في 12 أغسطس 1952، أعدم ثلاثة عشر على الأقل من بارزة الكتاب اليديشية في حالة تعرف باسم "ليلة قتل الشعراء" " (" Ночь казненных поэтов ")
قائمة الأعضاء المشهورين في اللجنة اليهودية ضد الفاشية:
حجم اللجنة ليس ثابتا ويتقلب مع مرور الوقت.
وفقا لألكسندر سولجينتسين (200 سنة معا)، لقد نمت حتى وصلت إلى نحو 70 عضوا.
-	سليمان ميخالس (رئيسا)، ممثل ومدير في المسرح اليهودي في دولة موسكو.
-	سليمان لوفوزسكي (سكرتيرا)، نائب وزير السوفيتي السابق للشئون الخارجية ورئيس المكتب الإعلامي السوفيتي.
-	شكني افيشتاين، سكرتير ورئيس تحرير صحيفة اينيكيت.
-	ايتسيك ففر، شاعر يهودي معروف.
-	ايليا ارنبورج، كاتب وصحفي
-	سليمان بيرغمان، نائب وزير من رقابة الدولة، مات في السجن.
-	آهرون كاتز، لواء عام (جنرال) للأكاديمية العسكرية ستالين.
-	بوريس شيملوبيتش، رئيس جراح في الجيش الأحمر ومدير مستشفى بوتكين.
-	جوزيف يوزوفوبيتش، مؤرخ، أُعدم .
-	ليب كفيتكو، شاعر للاطفال، أعدم.
-	بيرتس ماركش، شاعر وزعيم ثقافي، أعدم.
-	اسحاق نيوسينوف، ناقد لغوي وادب .
-	ديفيد برجلسون، كاتب، أعدم.
-	ديفيد هوفستين، شاعر، أعدم.
-	بنيامين زوسكين، ممثل ومخرج، أعدم.
-	ايليا باتنبرغ، رئيس التحرير، أعدم.
-	شلومو شلايفر، الحاخام الأكبر لموسكو.
-	ايميليا تيومين، محرره بارزه في الاذاعه، أعدمت.
-	ليون تلمي، صحفي ومترجم معروف، أعدم .
-	خايكي باتنبرغ- استروسكايا، مترجم.
-	لينا ستيرن، عالمه، عضوه في الأكاديمية السوفيتية للعلوم، تم القبض عليها وقاومت في السجن.
-	إسرائيل فيسانوبيش، قائد غواصه، بطل الاتحاد السوفييتي.
انظر أيضا:
•	History of the Jews in Russia and Soviet Union - تاريخ اليهود في روسيا والاتحاد السوفيتي
•	Yevsektsiya
•	Doctors' plot- مؤامرة الأطباء
•	History of anti-Semitism – تاريخ معاداة السامية
•	Vasily Grossman
•	Polina Zhemchuzhina
•	Jewish Bolshevism- البلشفية اليهودية
•	Jewish left- اليسار اليهودي
المراجع:
1.	بلاتمان، دانييل (8 يوليو 2010), "Alter, Wiktor ". ترجم من العبرية على يد ديفيد فاكلير . موسوعة YIVO انسكلوبيديا لليهود في أوروبا الشرقية. تم الاسترجاع ب 21 أكتوبر 2015
2.	بلاتمان، دانييل (6 أغسطس 2010), " Ehrlich, Henryk ". ترجم من العبرية على يد ديفيد فاكلير . موسوعة YIVO لليهود في أوروبا الشرقية. تم الاسترجاع ب 21 أكتوبر 2015.
3. Sebag-Montefiore, Simon. ستالين: محكمة القيصر الأحمر . 2003.صفحه 560.
4. Robert Conquest تأملات احتلال روبرت في قرن الدمار (2000) ISBN 0-393-04818-7
للمزيد من القراءة:
ISBN 0-300-08486-2 مذبحة ستالين السرية: محاكم التفتيش بعد الحرب للجنة المناهضة الفاشية اليهودية (بقلم جوشوا روبنشتاين).
•	The Black Book (Chornaya Kniga), compiled and edited by: Vasily Grossman and Ilya Erenburg
وصلات خارجية:
•	Memorandum concerning the Jewish Antifascist Committee sent to Mikhail Suslov in June 1946 (Library of Congress archives)
•	JAC case (in Russian language) at International Democracy Fund Archives
•	Stalin's secret pogrom: Commies who became politically incorrect (By Chuck Morse)
•	Beyond the Pale: The history of Jews in Russia
•	Group photo of the members of the Jewish Anti-Fascist Committee
•	Stalin’s Bureaucracy in Action: The Creation and Destruction of the Jewish Anti-Fascist Committee شمعون ريدش، الحرب، المحرقة والستالينية: دراسة موثقة من لجنة مكافحة الفاشية اليهودية في الاتحاد السوفييتي، لوكسمبورغ : أكاديمية هاروود للنشر،1995.تم التعليق بواسطة Theodore H. Friedgut
•	(Russian) JAC and its end
•	(Russian) JAC, Soviet repressions and its demise